# S/2023 U 1
S/2023 U 1 — найменший і найтьмяніший з відомих природних супутників Урана, що має діаметр близько 8-12 км. Він був відкритий 4 листопада 2023 року Скоттом Шеппардом за допомогою 6,5-метрового телескопа Бааде (одного з двох Магелланових телескопів) в Обсерваторії Лас-Кампанас, Чилі, а оголошення відкриття відбулось 23 лютого 2024 року. Супутник обертається навколо Урана в ретроградному напрямку на середній відстані приблизно 8 млн км і має період обертання майже 2 земні роки, щоб завершити свою орбіту.

## Відкриття
S/2023 U 1 був відкритий 4 листопада 2023 року Скоттом Шеппардом під час його пошуку неправильних супутників Урана за допомогою 6,5-метрового телескопа Бааде (одного з двох Магелланових телескопів) в обсерваторії Лас Кампанас, Чилі. Шеппард зміг виявити цей слабкий супутник за допомогою техніки зсуву й додавання, коли він отримав багато зображень з довгою експозицією, зсунув їх відповідно до руху Урана, а потім додав їх всі разом, створивши одне глибоке зображення нерухомого Урана та його супутників на фоні рухомих зір і галактик. Застосування техніки зсуву й додавання до телескопів із дуже великою апертурою, таких як телескоп Магеллана-Бааде, дозволило Шеппарду бачити дрібніші супутники, ніж у попередніх дослідженнях.
Для планування подальших спостережень S/2023 U 1 Шеппард спільно з Мариною Брозович і Робертом Джейкобсоном обчислити орбіту супутника та спрогнозували його положення на інші дати. Шеппард спостерігав S/2023 U 1 за допомогою телескопа Магеллан 6 і 13 грудня 2023 року, а також зміг знайти супутник на своїх старіших спостереженнях Урана 8 вересня і 2 грудня 2021 року. Відкриття S/2023 U 1 було підтверджене й оголошене Центром малих планет 23 лютого 2024 року, збільшивши кількість відомих супутників Урана з 27 до 28. Це перший супутник Урана, відкритий за понад 20 років після відкриття Маргарет у 2003 році.

## Орбіта

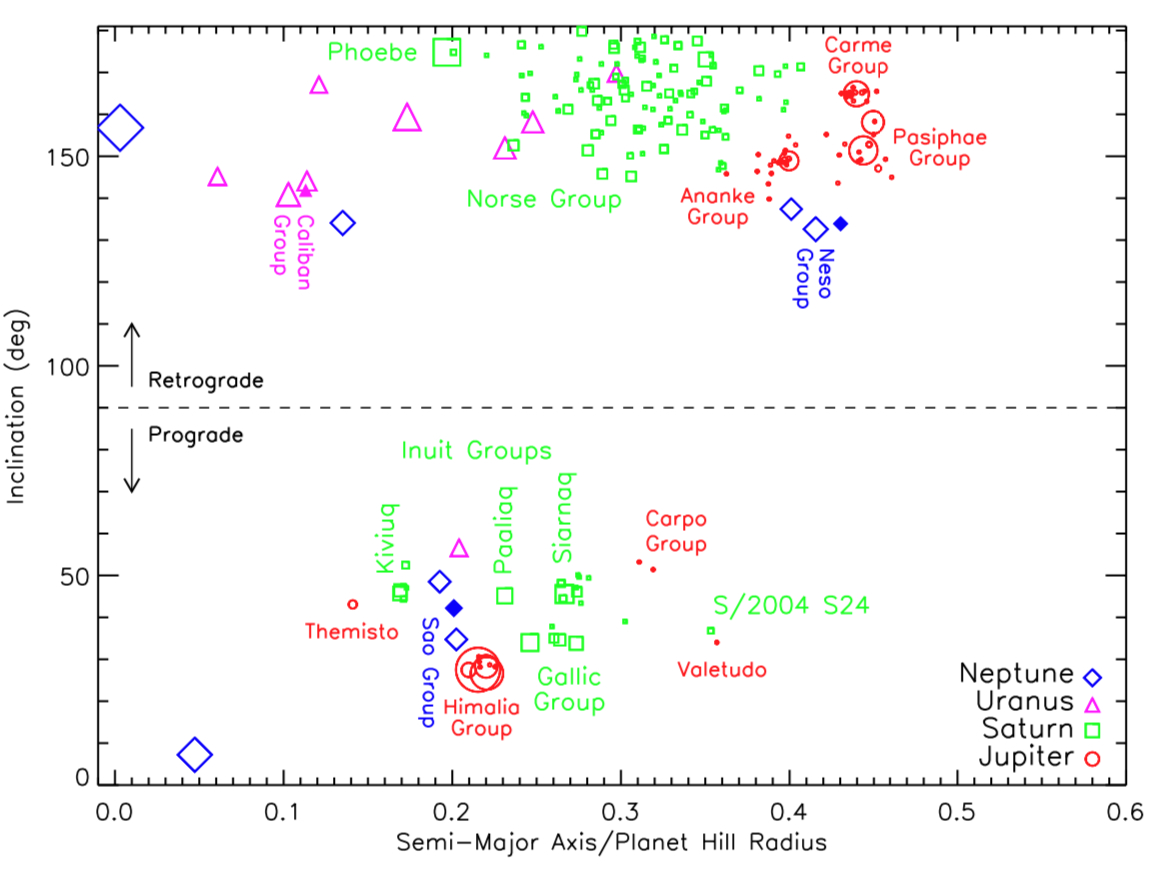
Нерегулярні супутники Юпітера (червоний), Сатурна (зелений), Урана (фіолетовий) і Нептуна (синій; включно з Тритоном). По горизонталі відкладена велика піввісь орбіти (як частка радіуса сфери Гілла), по вертикалі — нахил орбіти від екліптики. Відносні розміри супутників позначені розміром їхніх символів. Підписана група Калібана.

S/2023 U 1 є нерегулярним супутником Урана, оскільки він має далеку та дуже еліптичну та нахилену орбіту. Через велику віддаленість від планети нерегулярні супутники слабко пов'язані силою тяжіння Урана, тому їх орбіти часто збурюються гравітацією Сонця та інших планет:2. Це призводить до значних змін в орбітах нерегулярних супутників протягом коротких періодів часу, тому проста кеплерівська еліптична орбіта не може точно описати довгострокові орбітальні рухи нерегулярних супутників. Натомість для точнішого опису довгострокових орбіт нерегулярних супутників використовуються власні елементи орбіти, які обчислюються шляхом усереднення збуреної орбіти за тривалий період часу:4.
За 800-річний проміжок часу з 1600 до 2400 середня велика піввісь S/2023 U 1 становить 7,98 млн км, середній орбітальний період — 1,86 р. (681 д.). S/2023 U 1 має середній ексцентриситет орбіти 0,25 і середній нахил до екліптики 144°. Оскільки нахил орбіти S/2023 U 1 перевищує 90°, супутник має ретроградну орбіту, тобто він обертається в напрямку, протилежному орбіті Урана навколо Сонця. Через збурення елементи орбіти S/2023 U 1 коливаються з часом: його велика піввісь може коливатися від 7,97 до 7,98 млн км, ексцентриситет від 0,14 до 0,29, а нахил від 141° до 144°. Орбіта S/2023 U 1 демонструє вузлову прецесію із середнім періодом приблизно 5000 земних років і апсидальну прецесію із середнім періодом приблизно 5100 земних років.
S/2023 U 1 є членом групи Калібана, скупчення ретроградних нерегулярних супутників Урана, до якого входять Стефано та Калібан. Супутники групи Калібана мають схожі орбітальні елементи, з великими півосями 7-8 млн км, ексцентриситетами між 0,16 і 0,23 і нахилами між 141° і 144°. Як і всі інші групи нерегулярних супутників, група Калібана, ймовірно, утворилася в результаті руйнування більшого захопленого супутника Урана через зіткнення з астероїдами або кометами, що призвело до утворення багатьох уламків на близьких орбітах навколо Урана.

## Фізичні характеристики
S/2023 U 1 надзвичайно тьмяний, він має середню видиму зоряну величину 26,7, тому його можна спостерігати лише за допомогою зображень із довгою експозицією за допомогою телескопів з великою апертурою, таких як Магелланові телескопи. Про фізичні властивості S/2023 U 1 нічого не відомо, окрім його абсолютної зоряної величини 13,7, за якою можна оцінити його діаметр. Припускаючи геометричне альбедо в діапазоні 0,04–0,10, що є типовим для більшості неправильних супутників, S/2023 U 1 має діаметр 8-12 км.

## Виноски
1. 1 2  Діаметр (у км) обчислюється з абсолютної зоряної величини (H) і геометричного альбедо (p) за формулою '"`UNIQ--math-00000009-QINU`"''"`UNIQ--ref-0000000A-QINU`"'. Для H=13,7 і альбедо в діапазоні 0,04–0,10, діапазон діаметрів становить 8-12 км.